# Ъруиндейл (град, Калифорния)
Ъруиндейл (на английски: Irwindale) е град в окръг Лос Анджелис, щата Калифорния, САЩ. Ъруиндейл е с население от 1446 жители (2000) и обща площ от 24,49 km². Намира се на 143 m надморска височина. ЗИП кодовете му са 91010, 91702, 91706, а телефонният му код е 626.